# Annona oblongifolia
Annona oblongifolia är en kirimojaväxtart som beskrevs av Robert Elias Fries. Annona oblongifolia ingår i släktet annonor, och familjen kirimojaväxter. Inga underarter finns listade i Catalogue of Life.